# Chiesa del Santissimo Redentore (Torino)
La chiesa del Santissimo Redentore è un edificio religioso situato nella precollina di Torino, nel quartiere Madonna del Pilone. Ospitò in origine le Suore del Buon Pastore e fu costruita nel periodo tra il 1893 e il 1897 in stile tardo-eclettico dall’architetto Giuseppe Gallo. Dal 2001 è concessa alla comunità ortodossa di Torino ed è dedicata a San Massimo, primo vescovo del capoluogo sabaudo, ed è dipendente dal Patriarcato di Mosca. La sede dell'eparchia locale è a Parigi, sede titolare della diocesi di Chersoneso di Europa.
Al suo interno vi si svolgono le funzioni religiose di rito bizantino, in particolare ecclesiastico russo, con alcune caratteristiche prese in prestito dal rito aghiorita. Le lingue utilizzate riflettono le nazionalità della comunità locale: le celebrazioni si svolgono infatti in russo, slavonico, romeno-moldavo, in greco e in italiano. È l'unica chiesa del suo genere in Italia dove è possibile riscontrare modelli dell'antico rito russo.

## Storia
Inizialmente nato come chiesa conventuale del Santissimo Redentore al servizio delle Suore del Buon Pastore, l'edificio fu progettato da Giuseppe Gallo e completato a fine Ottocento in stile tardo-eclettico. Nel 1943 subì ingenti danni a causa dei bombardamenti avvenuti durante la seconda guerra mondiale. Nel 2001 le suore lasciarono il complesso conventuale alla comunità ortodossa torinese, che era alla ricerca di una propria sede.
La comunità ortodossa di Torino nacque nel 1994 su iniziativa di un gruppo di fedeli che chiesero l'assistenza pastorale dello ieromonaco Dimitri Fantini, all'epoca parroco milanese del Patriarcato di Mosca. Dapprima le celebrazioni si svolsero presso la cappella di padre Gregorio Baccolini nel quartiere San Salvario, poi presso la chiesa ortodossa rumena di Santa Parascheva. Nel 1997 lo ieromonaco Ambrogio (al secolo Andrea Cassinasco) fu nominato prete, e nel 2001 la comunità fu ufficialmente elevata a parrocchia.